# Мішин Олексій Володимирович
Олексій Володимирович Мішин (рос. Алексей Владимирович Мишин; нар. 8 лютого 1979, Рузаєвка, Мордовія) —  російський борець греко-римського стилю, чемпіон та чотириразовий призер чемпіонатів світу, шестиразовий чемпіон та срібний призер чемпіон Європи, переможець та срібний призер Кубків світу, чемпіон Олімпійських ігор.

## Життєпис
Боротьбою займається з 1986 року. Живе в Саранську, де на його честь названа спортивна школа.
Чоловік російської фехтувальниці-шаблістки, чемпіонки світу, срібної призерки Олімпійських ігор в індивідуальних змаганнях і чемпіонки — в командних Софії Великої.

## Спортивні результати на міжнародних змаганнях

### Виступи на Олімпіадах
| Змагання                                   | Збірна | Вагова категорія                 | Місце  |
| ------------------------------------------ | ------ | -------------------------------- | ------ |
| Боротьба на літніх Олімпійських іграх 2004 | Росія  | греко-римська боротьба, до 84 кг | Золото |
| Боротьба на літніх Олімпійських іграх 2008 | Росія  | греко-римська боротьба, до 84 кг | 9      |

### Виступи на Чемпіонатах світу
| Змагання                        | Збірна | Вагова категорія                 | Місце  |
| ------------------------------- | ------ | -------------------------------- | ------ |
| Чемпіонат світу з боротьби 2001 | Росія  | греко-римська боротьба, до 76 кг | Срібло |
| Чемпіонат світу з боротьби 2003 | Росія  | греко-римська боротьба, до 84 кг | 26     |
| Чемпіонат світу з боротьби 2005 | Росія  | греко-римська боротьба, до 84 кг | Срібло |
| Чемпіонат світу з боротьби 2006 | Росія  | греко-римська боротьба, до 84 кг | Бронза |
| Чемпіонат світу з боротьби 2007 | Росія  | греко-римська боротьба, до 84 кг | Золото |
| Чемпіонат світу з боротьби 2009 | Росія  | греко-римська боротьба, до 84 кг | 22     |
| Чемпіонат світу з боротьби 2010 | Росія  | греко-римська боротьба, до 84 кг | Бронза |
| Чемпіонат світу з боротьби 2013 | Росія  | греко-римська боротьба, до 84 кг | 12     |

### Виступи на Чемпіонатах Європи
| Змагання                         | Збірна | Вагова категорія                 | Місце  |
| -------------------------------- | ------ | -------------------------------- | ------ |
| Чемпіонат Європи з боротьби 1999 | Росія  | греко-римська боротьба, до 76 кг | 14     |
| Чемпіонат Європи з боротьби 2001 | Росія  | греко-римська боротьба, до 76 кг | Золото |
| Чемпіонат Європи з боротьби 2003 | Росія  | греко-римська боротьба, до 84 кг | Золото |
| Чемпіонат Європи з боротьби 2005 | Росія  | греко-римська боротьба, до 84 кг | Золото |
| Чемпіонат Європи з боротьби 2006 | Росія  | греко-римська боротьба, до 84 кг | 7      |
| Чемпіонат Європи з боротьби 2007 | Росія  | греко-римська боротьба, до 84 кг | Золото |
| Чемпіонат Європи з боротьби 2009 | Росія  | греко-римська боротьба, до 84 кг | Золото |
| Чемпіонат Європи з боротьби 2010 | Росія  | греко-римська боротьба, до 84 кг | Срібло |
| Чемпіонат Європи з боротьби 2012 | Росія  | греко-римська боротьба, до 84 кг | 26     |
| Чемпіонат Європи з боротьби 2013 | Росія  | греко-римська боротьба, до 84 кг | Золото |
| Чемпіонат Європи з боротьби 2014 | Росія  | греко-римська боротьба, до 85 кг | 5      |

### Виступи на Кубках світу
| Змагання                    | Збірна | Вагова категорія                 | Місце  |
| --------------------------- | ------ | -------------------------------- | ------ |
| Кубок світу з боротьби 2006 | Росія  | греко-римська боротьба, до 84 кг | Срібло |
| Кубок світу з боротьби 2009 | Росія  | греко-римська боротьба, до 84 кг | Золото |
| Кубок світу з боротьби 2010 | Росія  | греко-римська боротьба, до 84 кг | 6      |
| Кубок світу з боротьби 2012 | Росія  | греко-римська боротьба, до 84 кг | 8      |
| Кубок світу з боротьби 2013 | Росія  | греко-римська боротьба, до 84 кг | 9      |

### Виступи на інших змаганнях
| Змагання                                                        | Збірна | Вагова категорія                 | Місце  |
| --------------------------------------------------------------- | ------ | -------------------------------- | ------ |
| Кубок Вантаа з боротьби 1999                                    | Росія  | греко-римська боротьба, до 76 кг | Золото |
| Чемпіонат світу з боротьби серед військовослужбовців 2002       | Росія  | греко-римська боротьба, до 84 кг | Золото |
| Олімпійський кваліфікаційний турнір з боротьби 2004 (Новий Сад) | Росія  | греко-римська боротьба, до 84 кг | Золото |
| Гран-прі Німеччини з боротьби 2004                              | Росія  | греко-римська боротьба, до 84 кг | Золото |
| Всесвітні ігри військовослужбовців 2007                         | Росія  | греко-римська боротьба, до 84 кг | Золото |
| Турнір Івана Піддубного 2009                                    | Росія  | греко-римська боротьба, до 84 кг | Золото |
| Гран-прі Німеччини з боротьби 2009                              | Росія  | греко-римська боротьба, до 84 кг | Золото |
| Золотий Гран-прі з боротьби 2010 (Сомбатгей)                    | Росія  | греко-римська боротьба, до 84 кг | Золото |
| Золотий Гран-прі з боротьби 2010 (Баку)                         | Росія  | греко-римська боротьба, до 84 кг | 5      |
| Турнір Івана Піддубного 2011                                    | Росія  | греко-римська боротьба, до 84 кг | Срібло |
| Кубок Владислава Питласинські 2011                              | Росія  | греко-римська боротьба, до 84 кг | Срібло |
| Вогні Москви 2011                                               | Росія  | греко-римська боротьба, до 84 кг | Золото |
| Турнір Івана Піддубного 2012                                    | Росія  | греко-римська боротьба, до 84 кг | Золото |
| Вогні Москви 2012                                               | Росія  | греко-римська боротьба, до 84 кг | Золото |
| Турнір Івана Піддубного 2013                                    | Росія  | греко-римська боротьба, до 84 кг | Золото |
| Турнір Івана Піддубного 2014                                    | Росія  | греко-римська боротьба, до 85 кг | Золото |
| Вогні Москви 2014                                               | Росія  | греко-римська боротьба, до 85 кг | Золото |
| Меморіал Олега Караваєва 2014                                   | Росія  | греко-римська боротьба, до 85 кг | Золото |
| Кубок Владислава Пітласинські 2015                              | Росія  | греко-римська боротьба, до 85 кг | Золото |
| Всесвітні ігри військовослужбовців 2015                         | Росія  | греко-римська боротьба, до 85 кг | Бронза |
| Кубок Алроси 2015                                               | Росія  | греко-римська боротьба, до 85 кг | Золото |
| Турнір Івана Піддубного 2016                                    | Росія  | греко-римська боротьба, до 85 кг | 8      |
| Олімпійський кваліфікаційний турнір з боротьби 2016 (Зренянин)  | Росія  | греко-римська боротьба, до 85 кг | Золото |
| Чемпіонат Росії з боротьби 2016                                 | Росія  | греко-римська боротьба, до 85 кг | Срібло |
| Чемпіонат Росії з боротьби 2017                                 | Росія  | греко-римська боротьба, до 85 кг | Бронза |
| Клубний чемпіонат світу з боротьби 2017                         | Росія  | команда                          | 5      |
| Турнір Івана Піддубного 2018                                    | Росія  | греко-римська боротьба, до 87 кг | 7      |

### Виступи на змаганнях молодших вікових груп
| Змагання                                       | Збірна | Вагова категорія                 | Місце  |
| ---------------------------------------------- | ------ | -------------------------------- | ------ |
| Чемпіонат світу з боротьби серед юніорів 1997  | Росія  | греко-римська боротьба, до 76 кг | 7      |
| Чемпіонат Європи з боротьби серед юніорів 1998 | Росія  | греко-римська боротьба, до 76 кг | Золото |
| Чемпіонат світу з боротьби серед юніорів 1998  | Росія  | греко-римська боротьба, до 76 кг | 4      |
| Чемпіонат світу з боротьби серед юніорів 1999  | Росія  | греко-римська боротьба, до 76 кг | Золото |